# Собачья (приток Катуни)
Соба́чья — река в России, протекает по Усть-Коксинскому району Республики Алтай. Устье реки находится в 556 км по правому берегу реки Катунь. Длина реки составляет 22 км. Притоки — Собачья Тихая и Собачья Быстрая.

## Данные водного реестра
По данным государственного водного реестра России относится к Верхнеобскому бассейновому округу, водохозяйственный участок реки — Катунь, речной подбассейн реки — Бия и Катунь. Речной бассейн реки — (Верхняя) Обь до впадения Иртыша.